# إبراهيم قليلات
إبراهيم قليلات (1940-) ويعرف أيضا باسم أبو شاكر، سياسي لبناني زعيم حركة الناصريين المستقلين المعروفة أكثر باسم المرابطون. شارك في أحداث 1958 إلى جانب المناوؤين للرئيس كميل شمعون. سجن بين 1961 و1967 بتهمة إلقاء عبوة ناسفة على بيت وزير المال رفيق نجا. كان أحد أهم قادة الميليشيات أثناء الحرب الأهلية اللبنانية.
اشترك في معارك التصدي للقوات الإسرائيلية المحاصرة للعاصمة اللبنانية بيروت سنة 1982 حيث أصيب بجراح الزمته المستشفى.
سنة 1985 توجه إلى منفاه في فرنسا بعد خسارة تنظيمه قوته العسكرية إثر هجوم قام به ضده تحالف مكوّن من الحزب التقدمي الاشتراكي و حركة أمل و الحزب الشيوعي اللبناني أثناء زيارة له إلى ليبيا.
كان من المقربين إلى الزعيم الفلسطيني الراحل ياسر عرفات.
يترقّب اللبنانيون عودته من المنفى الاختياري في أوروبا بعد ظهور إشارات عن استعادة حركته نشاطاتها السياسية والإعلامية وإجراء اتصالات مع سياسيين لبنانيين، عرب وأوروبيين معنية بالشأن اللبناني وقضية الشرق الأوسط .

## وصلات خارجية
- المرابطون الموقع القانوني الرسمي
- موقع إبراهيم قليلات - أبو شاكر